# Rue Gavarni
La rue Gavarni est une voie du 16e arrondissement de Paris, en France.

## Situation et accès
La rue Gavarni est une voie publique située dans le 16e arrondissement de Paris. Elle débute au 12, rue de Passy et se termine au 11, rue de la Tour.
Le quartier est desservi par la ligne 6 à la station Passy.

## Origine du nom

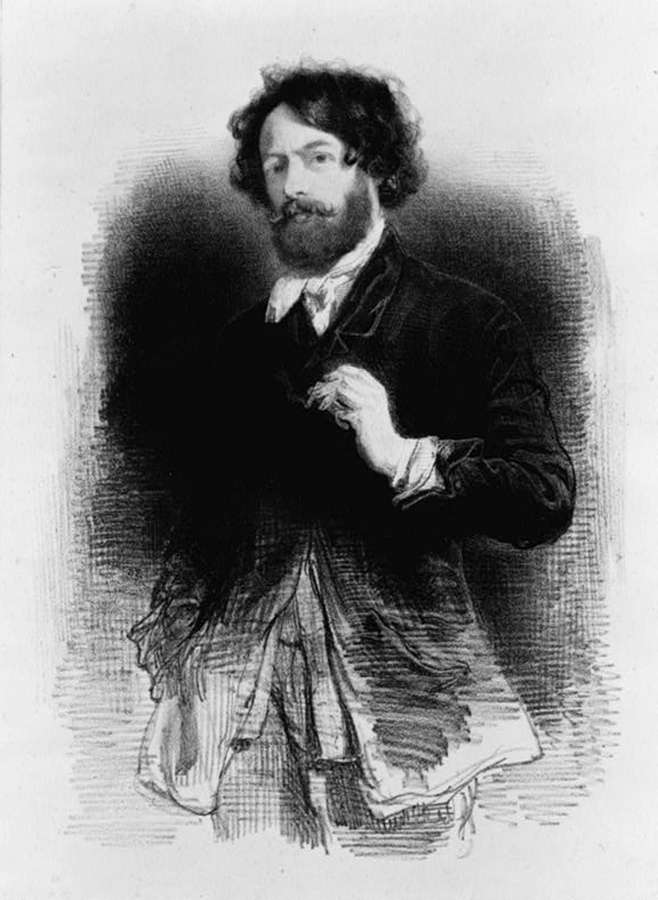
Paul Gavarni.

Elle porte le nom du dessinateur Sulpice Guillaume Chevalier, dit Paul Gavarni (1804-1866).

## Historique
Cette voie de l'ancienne commune de Passy, initialement dénommée « rue des Artistes » (1835), est classée dans la voirie parisienne par un décret du 23 mai 1863 et prend sa dénomination actuelle par un décret du 10 février 1875,.

## Bâtiments remarquables et lieux de mémoire
L'homme politique Henri Léon Camusat de Riancey (1816-1879) y habita.